# William af Gloucester
Prins William af Gloucester (Henry William Frederick Albert; 18. december 1941 – 28. august 1972) var en britisk prins og medlem af den britiske kongefamilie.
Prins William var den ældste søn af Prins Henry, hertug af Gloucester, der selv var søn af kong Georg 5. af Storbritannien. Prins William havde udsigt til at arve titlen som hertug af Gloucester, men han døde i en flyulykke i 1972, mens faderen stadig var i live.

## Biografi
Prins William blev født den 18. december 1941 på landstedet Hadley Common i Hertforshire, England. Han var det første barn af Prins Henry, hertug af Gloucester og Alice Christabel Montagu Douglas Scott.
Fra 1945 til 1947 var faderen Australiens ellevte generalguvernør, og familien boede i denne periode i Australien.
Prins William døde i flyulykke den 28. august 1972. Han døde, mens faderen stadig var i live, og det blev derfor den næstældste søn prins Richard, der kom til at efterfølge deres far som hertug af Gloucester ved dennes død i 1974.